# 1069년

## 연호
- 북송(北宋) 희녕(熙寧) 2년
- 요(遼) 함옹(咸雍) 5년
- 일본(日本) 지랴쿠(治暦) 5년 / 엔큐(延久) 원년
- 서하(西夏) 천사예성국경(天賜禮盛國慶) 원년
- 베트남 리 왕조(李朝) 티엔후옹바오뜨엉(天貺寶象) 2년 / 턴부(神武) 원년

## 기년
- 고려(高麗) 문종(文宗) 23년
- 북송(北宋) 신종(神宗) 2년
- 요(遼) 도종(道宗) 15년
- 서하(西夏) 혜종(惠宗) 3년
- 리 왕조(李朝) 성종(聖宗) 16년